# Ablaze My Sorrow
Ablaze My Sorrow war eine schwedische Melodic-Death-Metal-Band, die von 1993 bis 2006 aktiv war.

## Geschichte
Bereits im Gründungsjahr 1993 veröffentlichten Ablaze My Sorrow ihr erstes Demo. Danach veröffentlichten sie zwei Alben 1996 und 1997. Entmutigt durch den fehlenden Erfolg pausierte die Band längere Zeit. Ende der 1990er Jahre kamen sie kurzfristig wieder zusammen, aber erst nach der Ankunft des Sängers Kristian Lönnsjö 2002 erschien ein neues Album, Anger, Hate And Fury. Das Cover gestaltete Niklas Sundin.
2004 trat die Band noch einmal beim schwedischen 2000 Decibel Festival auf, löste sich aber 2006 dann auf.

## Rezeption
Größere Erfolge oder Anerkennung blieben der Band versagt. Kritiker attestierten der Band zwar solide Qualität, verwiesen jedoch auch auf ihre mangelnde Originalität. Verglichen wurde die Band des Öfteren mit anderen Melodic-Death-Metal-Bands wie In Flames oder Dark Tranquillity.

## Diskografie
- 1993: For Bereavement We Cried
- 1996: If Emotions Still Burn (No Fashion Records)
- 1997: The Plague
- 2002: Anger, Hate And Fury